# Branchiophryxus koehleri
Branchiophryxus koehleri là một loài chân đều trong họ Dajidae. Loài này được Nierstrasz & Brender a Brandis miêu tả khoa học năm 1931.